# ابن الرفعة
ابن الرِّفْعَة (645 - 710 هـ / 1247 - 1310 م) فقيه شافعيّ مصري.
هو أحمد بن محمد بن علي الأنصاري، أبو العباس، نجم الدين، المعروف بابن الرفعة. كان محتسب القاهرة وناب في الحكم. نُدب لمناظرة ابن تيمية، فسئل ابن تيمية عنه بعد ذلك، فقال: «رأيت شيخا يتقاطر فقه الشافعية من لحيته».

## آثاره
من مصنفاته:
- «بذل النصائح الشرعية في ما على السلطان وولاة الأمور وسائر الرعية».
- «الإيضاح والتبيان في معرفة المكيال والميزان».
- «كفاية النبيه في شرح التنبيه للشيرازي»، كتبت سنة 749 هـ.
- «المطلب» في شرح الوسيط.